# صفا توبساكال
صفا توبساكال (بالتركية: Sefa Topsakal)‏ (مواليد 17 سبتمبر 1990 في طرابزون) هي مغنية تركية، تشتهر بأغانية «دكتور» وأغنية «ابحث عن حب بريء».

## مسيرتها الفنية
تخرجت صفا من قسم الموسيقى في مدرسة طرابزون الأناضولية الثانوية، ثم التحقت سنة 2008 في جامعة كارادينيز التقنية في قسم تدريس الموسيقى التابع لكلية الفاتح للتربية. جذبت صفا انتباه مونتجي الموسيقى بعد تقديمها لأغنية «دكتور» مما دفعها لإنتاج أول ألبوم لها سنة 2011 باسم «دكتور» بالتعاون مع شركة دوجان للموسيقى.

## الألبومات
- (Doktor (2011
- (Yalnızlık Korkusu (2012
- (Dipsiz Kuyu (2015

## روابط خارجية
- صفا توبساكال على موقع ميوزك برينز (الإنجليزية)